# Reșița Mică, Caraș-Severin
Reșița Mică este un sat în comuna Dalboșeț din județul Caraș-Severin, Banat, România.